# Comté de Schenectady
Le comté de Schenectady est l'un des 62 comtés de l'État de New York, aux États-Unis. Son siège est Schenectady. Sa population s’élevait à 158 061 habitants lors du recensement de 2020.

## Démographie
| Groupe            | Comté de Schenectady | New York | États-Unis |
| ----------------- | -------------------- | -------- | ---------- |
| Blancs            | 79,6                 | 66,8     | 72,4       |
| Afro-Américains   | 9,5                  | 15,9     | 12,6       |
| Métis             | 3,8                  | 3,0      | 2,9        |
| Autres            | 3,5                  | 7,5      | 6,4        |
| Asiatiques        | 3,2                  | 7,3      | 4,8        |
| Amérindiens       | 0,4                  | 0,6      | 0,9        |
| Total             | 100                  | 100      | 100        |
|                   |                      |          |            |
| Latino-Américains | 5,7                  | 17,6     | 16,7       |

Selon l'American Community Survey, pour la période 2011-2015, 89,74 % de la population âgée de plus de 5 ans déclare parler anglais à la maison alors que 3,67 % déclare parler l'espagnol, 1,02 % l'italien, 0,84 % une langue chinoise et 4,73 % une autre langue.

## Villes
- Schenectady
- Niskayuna
- Glenville
- Rotterdam
- Scotia
- Duanesburg
- Princetown